# جوزيف فان دير وي
جوزيف فان دير وي هو منافس ألعاب قوى بلجيكي، ولد في 14 ديسمبر 1902، وتوفي في 11 أكتوبر 1978.

## وصلات خارجية
- جوزيف فان دير وي على موقع أوليمبيديا (الإنجليزية)